# Brouwerij Wieze
Brouwerij Wieze is een voormalige Belgische brouwerij te Wieze in de provincie Oost-Vlaanderen.

## Geschiedenis
Brouwerij Wieze werd in 2009 gestart door Ronny De Wolf en in december van dat jaar kwam het Wieze-bier opnieuw op de markt. Het oude logo en de merknaam van de vroegere brouwerij Van Roy werden overgenomen van brouwerij Haacht die deze in handen had na het faillissement van brouwerij Van Roy.

De brouwerij was gelegen in een grote kelder, waar de bieren op ideale temperatuur konden gisten en rijpen. Een afvullijn kon een capaciteit aan van 1500 flesjes (33 cl) per uur en voor 75 cl 600 flessen per uur. De totale inhoud van de gistingstanks bedroeg 170 hectoliter. Er werd tweemaal per dag 10 hectoliter gebrouwen.
In 2013 werden de activiteiten van de brouwerij terug stopgezet. Op 17 oktober 2013 kocht een nieuwe bierfirma, Wieze Beer Belgium, gevestigd in Gijzegem, de merknaam op. Deze bierfirma laat voorlopig alleen de compleet vernieuwde Wieze Tripel brouwen in brouwerij Roman in Mater. Wieze Beer Belgium staat echter los van de voormalige brouwerij Wieze.

## Voormalige Bieren
- Wieze Tripel Blond, 8%
- Wieze Tripel zoet Bruin, 8%
- Wieze Christmas Tripel Hop, 8%
- Salvator Dubbel Bruin, 8%
- Wieze Van Roy Edelpils
- Wieze Toreken